# Vytautas Mockus
Vytautas Mockus (*  9. Oktober 1957 in Kupiškis) ist ein litauischer Politiker,  Bürgermeister der Rajongemeinde Kupiškis.

## Leben
Nach dem Abitur mit Goldmedaille 1976 an der Mittelschule absolvierte er 1980 das Diplomstudium der Handelswirtschaft an der Vilniaus universitetas.
Von 1980 bis 1985 war er stellv. Vorsitzender der Kavarskas-Kooperative in der Rajongemeinde Anykščiai. Von  1985 bis 1988 arbeitete er in der  Rajongemeinde Ignalina, von 1991 bis 1992 im Unternehmen UAB „Lota“ als stellv. Direktor. Von 1995 bis 1997 war er Bürgermeister von Kupiškis.
Ab 1990 war er Mitglied der Lietuvos socialdemokratų partija, ab 1997 der Tėvynės sąjunga - Lietuvos krikščionys demokratai.